# Sphaeronemoura plutonis
Sphaeronemoura plutonis är en bäcksländeart som först beskrevs av Banks 1937.  Sphaeronemoura plutonis ingår i släktet Sphaeronemoura och familjen kryssbäcksländor. Inga underarter finns listade i Catalogue of Life.